# Paper Mario (computerspel)
Paper Mario, bekend in Japan als (マリオストーリー), is een computerspel voor de Nintendo 64. Het computerrollenspel (RPG) kwam in Japan uit op 11 augustus 2000, in Canada en de VS op 5 februari 2001 en in Europa op 5 oktober 2001.
Het spel werd ontwikkeld door Intelligent Systems en uitgebracht door Nintendo. Paper Mario was de laatste belangrijke Mario-titel gemaakt voor de Nintendo 64; het was tevens een van de weinige rollenspellen voor deze console.
De titel van het spel komt van zijn unieke grafische stijl, herinnerend aan oudere Mario-spellen, welke tweedimensionaal uitziende personages heeft, als papier binnen een driedimensionale omgeving.
De opvolger van Paper Mario is Paper Mario: The Thousand-Year Door en werd in 2004 gelanceerd voor de Nintendo GameCube. In dit deel gaat Mario op zoek naar een geheimzinnige schat.
Vanaf 13 juli 2007 was Paper Mario ook speelbaar op de Wii Virtual Console voor 1000 Wii-Points.

## Trivia
- Het spel is opgenomen in het boek 1001 Video Games You Must Play Before You Die van Tony Mott.
- Paper Mario is een van de weinige Nintendo 64-spellen die gebruik maakt van de 64MB-cartridge.